# Usucapió
La usucapió és un mecanisme legal mitjançant el qual una persona pot esdevenir titular d'un bé o dret pel decurs del temps, per simple ocupació o utilització.
Actualment (Codi Civil de Catalunya, Llibre cinquè, Títol III, Capítol I, Secció quarta) el temps de prescripció a Catalunya és de 20 anys, i és irrellevant la bona o mala fe del posseïdor. En el dret comú espanyol hi ha dos tipus de prescripció: l'ordinària, on el posseïdor és de bona fe i el temps necessari per usucapir és de 10 anys entre presents i 20 anys entre absents, i l'extraordinària, on no cal ni títol ni bona fe del posseïdor, tenint un termini de prescripció de 30 anys (Codi civil espanyol articles 1957 i 1959 respectivament). Aquí, el Dret català s'aparta del Dret romà -que inspira en aquest punt el Codi civil espanyol-, i segueix fidel a l'arrel visigòtica del Liber Iudiciorum traslladada per Jaume I als Usatges Omnes Causae l'any 1251.
La usucapió va ser utilitzada a l'edat mitjana com a instrument per afavorir la repoblació dels territoris fronterers entre els comtats cristians del nord i els regnes musulmans del sud de Catalunya durant el xoc de civilitzacions que es va desenvolupar durant segles a la península Ibèrica. Els colons cristians prenien una terra de frontera, la rompien, la conreaven i la defensaven dels musulmans. Al cap de 30 anys la feien seva de dret, i no depenien de cap noble.
Per béns mobles el temps de prescripció és de 3 anys.